# Henri Duhem

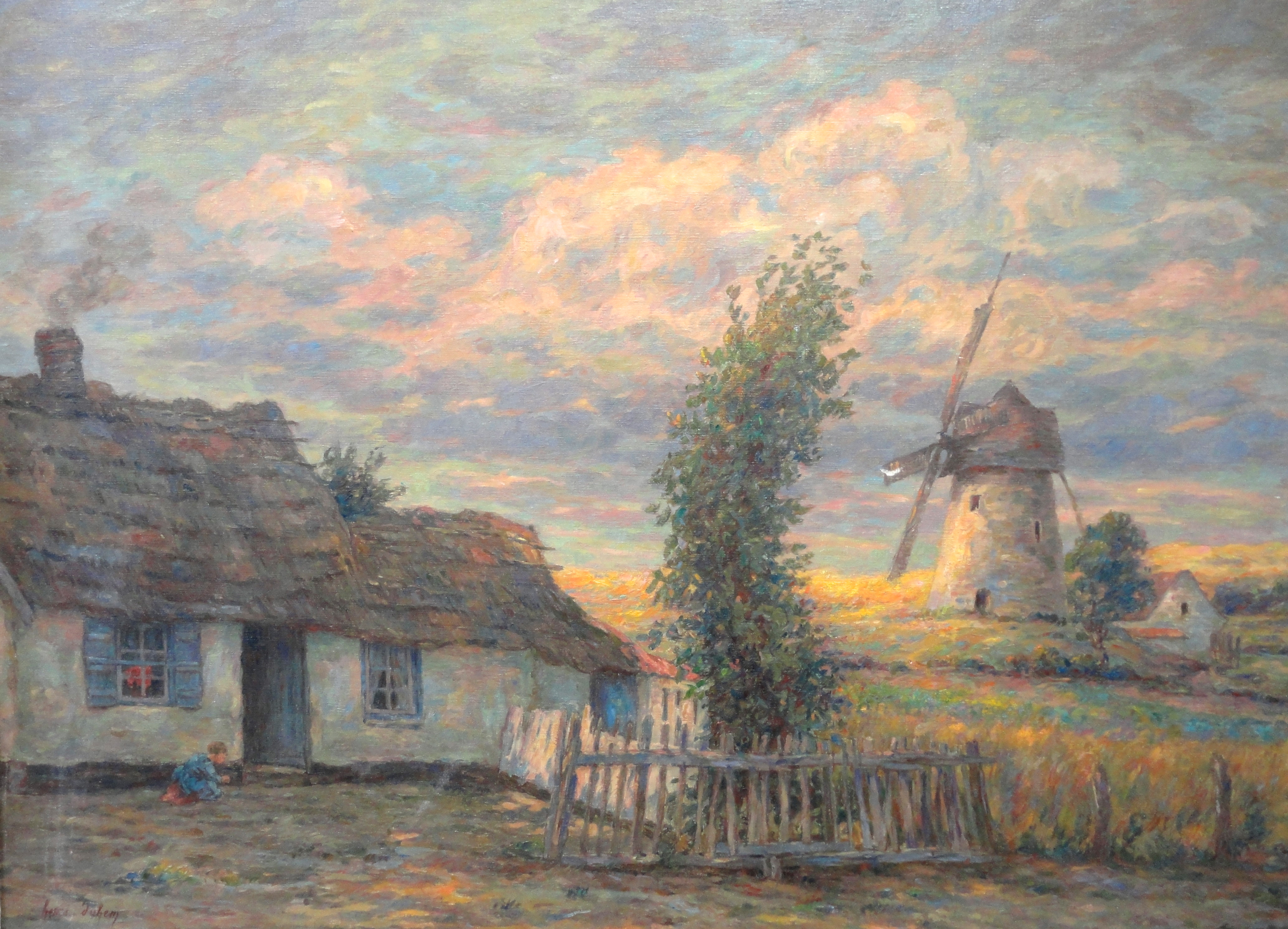
Mühle in Boulonnais am Sonnenuntergang

Henri-Aimé Duhem (* 7. April 1860 in Douai; † 24. Oktober 1941 in Juan-les-Pins) war ein französischer Landschaftsmaler und Schriftsteller.
Duhem war ursprünglich Rechtsanwalt am Gericht von Douai, seit 1883 widmete er sich nebenbei seiner Leidenschaft für das Zeichnen und Aquarell. 
Im Jahr 1887 begann er in Paris Zeichnen bei Henri Harpignies und Ölmalerei bei Êmile Breton zu studieren. Beim Besuch bei Bretons Nichte, Virginie Demont-Breton im Jahre 1889 lernte er die Malerin Marie Sergeant kennen, die er im nächsten Jahr heiratete. Zwei Jahre später kam ihr Sohn Rémy zur Welt.
Als anerkannter Künstler verließ Henri Duhem im Jahre 1893 seine juristische Laufbahn, um sich seiner Kunst zu widmen. Er war mit Auguste Rodin, Camille Pissarro und Henri Le Sidaner befreundet, und wurde, wie Gustave Caillebotte, ein leidenschaftlicher Sammler zeitgenössischer Kunstwerke. 
Mit seiner Ehefrau besuchte er Italien, Holland, Belgien, England und Nordafrika. Jeden Sommer verbrachte Henri Duhem in seinem Landhaus in Camiers. Mit Unterstützung von Camille Pissarro besuchte er 1902 die Vereinigten Staaten.
Im Ersten Weltkrieg fiel sein Sohn Rémy am 20. Juni 1915 in der Schlacht von Éparges. Drei Jahre starb Duhems Ehefrau Marie. Henri Duhem, vereinsamt, übernahm die Verwaltung seiner Heimatstadt Stadt Douai in Nordfrankreich. Dem Andenken an die verstorbenen Familienmitglieder widmete er ein Buch: La mort du foyer („Der Tod des Familienheimes“, Éditions Figuière, 1922).
Im Jahr 1932 wurde er in den Rang eines Kommandeurs der Ehrenlegion erhoben.
Henri Duhem verließ schließlich 1937 den Norden Frankreichs und zog nach Juan-les-Pins an der Côte d’Azur in die Villa „Mont Riant“. Er starb am 24. Oktober 1941 während der deutschen Besatzung. Er vermachte seine Sammlung von Gemälden seiner Adoptivtochter Nelly Sergeant-Duhem.

## Werke
- En canot de Douai au Helder : çà et là, en collaboration avec Jules Cavrois, Éditions Marpon et Flammarion, 1881.
- Renaissances, Éditions Clerget, 1897.
- Impressions d’Art Contemporain, Éditions Figuière, 1913.
- La Mort du foyer, Éditions Figuière, 1922.
- Ève ou l’épicier, Éditions de la Flandre, 1935.